# Lamachus ruficoxalis
Lamachus ruficoxalis är en stekelart som först beskrevs av Joseph Augustine Cushman 1919.  Lamachus ruficoxalis ingår i släktet Lamachus och familjen brokparasitsteklar. Inga underarter finns listade i Catalogue of Life.